# Kleine Houtstraat
De Kleine Houtstraat in een winkelstraat in de Binnenstad van Haarlem. De Kleine Houtstaat voert vanaf de kruising met de Anegang richting het zuiden en verbindt het Klokhuisplein en de Oude Groenmarkt samen met de Lange Veerstraat met het zuiden van van de stad. De straat is opgedeeld in twee delen, deze twee delen worden van elkaar gescheiden door de Gedempte Oude Gracht. Voor de demping van deze straat passeerde de straat deze gracht door middel van een brug. De straat eindigt op de plek waar de voormalige Kleine Houtpoort stond bij de Kamper- en Gasthuissingel. Ten tijde van het Spaanse Beleg van Haarlem werd deze stadspoort vermeden vanwege zijn imposante uitstraling. Vanaf de plek van de voormalige stadspoort gaat de straat na de Kleine Houtbrug verder als de Kleine Houtweg richting het Frederikspark en de Haarlemmerhout.
De Kleine Houtstaat loopt nagenoeg parallel aan de Grote Houtstraat die tevens een winkelstraat vormt in Haarlem-Centrum. Echter herbergt de Kleine Houtstraat meer unieke en ambachtelijke winkeltjes, samen met dat de winkelstraat veel monumentale panden kent behoort deze straat tot De Gouden Straatjes. 
Een opvallend rijksmonument in de straat is de Bank van Lening, dat werd gebouwd als een klooster voor de Lazaristen en sinds juli 2018 het michelinsterrestaurant Olivijn herbergt.
De Kleine Houtstraat werd in 2009 en 2010 verkozen tot “Leukste winkelstraat van Nederland”.